# Chersodromia milanchvalai
Chersodromia milanchvalai är en tvåvingeart som beskrevs av Beschovski 1973. Chersodromia milanchvalai ingår i släktet Chersodromia och familjen puckeldansflugor. Inga underarter finns listade i Catalogue of Life.